# Äußere Schwarze Schneid
De Äußere Schwarze Schneid is een 3255 meter hoge berg in de Ötztaler Alpen in het Oostenrijkse Tirol.
De berg ligt in de Weißkam en ligt hemelsbreed meer dan twee kilometer ten noordoosten van zijn hogere naamgenoot, de 3367 meter hoge Innere Schwarze Schneid. Op de noordelijke flank van de berg liggen de resten van een gletsjer die, net als de gletsjer op de westflank van de Innere Schwarze Schneid, Hangender Ferner wordt genoemd. In het noordoosten ligt de 3056 meter hoge Gaislachkogel.
Vanaf de Braunschweiger Hütte is de top van de Äußere Schwarze Schneid via het 3058 meter hoge Seiterjöchl in ongeveer vierenhalf uur te bereiken (UIAA-moeilijkheidsgraad I).